# Kulînka, Kaluș
Kulînka (în ucraineană Кулинка) este un sat în comuna Zbora din raionul Kaluș, regiunea Ivano-Frankivsk, Ucraina.

## Demografie
Componența lingvistică a localității Kulînka
     Ucraineană (98,67%)
     Alte limbi (1,33%)
Conform recensământului din 2001, majoritatea populației localității Kulînka era vorbitoare de ucraineană (98,67%), existând în minoritate și vorbitori de alte limbi.